# Stefania ginesi
Stefania ginesi är en groddjursart som beskrevs av Juan A. Rivero 1968. Stefania ginesi ingår i släktet Stefania och familjen Hemiphractidae. IUCN kategoriserar arten globalt som livskraftig. Inga underarter finns listade i Catalogue of Life.